# Chloroclystis consobrina
Chloroclystis consobrina är en fjärilsart som beskrevs av W. Warren 1901. Chloroclystis consobrina ingår i släktet Chloroclystis och familjen mätare. Inga underarter finns listade i Catalogue of Life.